# Inštitut za slavistiko Univerze na Dunaju
Inštitut za slavistiko (nemško Institut für Slawistik der Universität Wien) je oddelek, ki deluje v okviru Univerze na Dunaju. Ukvarja se z izobraževanjem in raziskovanjem na področju slavistike.

## Zgodovina
Leta 1775 so na dunajski univerzi uvedli pouk češkega jezika in književnosti (kot prvi sodobni jezik poleg nemščine). Univerza na Dunaju ima tako najstarejši univerzitetni študij bohemistike na svetu. V ta namen so imenovali Josefa Valentina Zlobickega iz Velehrada, ki je izdelal tudi prvi osnutek študija vseh slovanskih jezikov.
Leta 1849 so na univerzi ustanovili Inštitut za slovansko filologijo. Prvo katedro za slavistiko je istega leta ustanovil Fran Miklošič, ki je bil tudi njen prvi predstojnik. Bil je tudi rektor in 25 let predsednik učiteljske izpitne komisije. V okviru primerjalne slavistike je poučeval Osnove slovenskega jezika.
Eden Miklošičevih naslednikov na mestu predstojnika je bil knez Nikolaj Sergejevič Trubeckoj (von Trubetzkoy).
Slavistika ima tako v Avstriji daljšo in močnejšo tradicijo kot katerakoli druga neslovanska država na svetu. Začetki sodobne rusistike v Avstriji segajo v 16. stoletje in so povezani z Žigom von Herbersteinom, učenjakom in diplomatom, ki je večkrat obiskal Rusijo in tako s svojim delom povezal Rusijo z Zahodno Evropo.
Inštitut se je kmalu lahko uveljavil kot raziskovalno središče (deloma zahvaljujoč temu, da je bil Dunaj središče Habsburške monarhije). Leta 1822 je na Dunaju izšlo ustanovno delo akademskih raziskav o cerkvenoslovanščini Institutiones linguae Slavicae dialecti veteris Josefa Dobrovskega, leta 1954 pa Trubeckojeva starocerkvenoslovanska slovnica. Poleg tega sta na Dunaju izhajali dve slovanski reviji: Wiener Slavistische Jahrbuch (od 1950) in Wiener Slavistische Almnach (od 1978, ki ga trenutno izdaja Inštitut za slavistiko Univerze v Münchnu).

## Inštitut za slavistiko danes
Danes je dunajska katedra za slavistiko svetovna raziskovalna in izobraževalna ustanova za slovanske jezike, književnost in kulturo. Inštitut zaradi svoje širine na področju raziskav in poučevanja uživa visok ugled ter zaradi obsežnih raziskav spada k vodilnim svetovnim raziskovalnim ustanovam. Še posebej pomemben je prispevek Inštituta na nekaterih področjih, ki so drugače v mednarodnem in nemškem prostoru zapostavljena, in sicer na področju ukrajinščine, bohemistike, slovaščine, balkanologije in bolgarščine.
Glavni poudarki so na:
- raziskovanju jezika, literature in kulture,
- socialni lingvistiki,
- slovanski dialektologiji,
- slovanski književnosti v primerjavi z nemško literaturo,
- slovanski zgodovini srednjega veka,
- primerjalnem slovanskem jezikoslovju in
- zgodovini slovanskega literarnega jezika.

## O študiju na Inštitutu
Študij slavistike je znanstveno usmerjen in služi kot spodbuda za razumevanje slovanskih jezikov in kulture.
Študij slavistike temelji na:
- obvladovanju jezika (predstavlja temelj študija, saj brez dobrega poznavanja jezika študij ali kasnejša poklicna praksa ne bi bila uspešna),
- jezikoslovju (opisuje zgradbo slovanskih jezikov preko različnih znanstvenih metod in raziskuje njihovo spreminjanje skozi zgodovino ter njihovo sorodstvo z drugimi slovanskimi, indoevropskimi in neindoevropskimi jeziki),
- študiju literature (ukvarjanje z literarno teorijo, metodami tekstne analize in interpretacije besedil, z literarno sociologijo, literarno zgodovino in primerjavo različnih literatur),
- regionalne študije (posreduje osnovno znanje o kulturi, geografiji, politiki in gospodarstvu konkretnega prostora iz sedanjega in zgodovinskega stališča).

### Pogoji za študij
Za študij slavistike ni potrebno predznanje slovanskih jezikov. Prvi semester študija je namenjen prav učenju jezika.

### Vrste študijev
Na Inštitutu za slavistiko Univerze na Dunaju so na voljo različne smeri študija:  
- dodiplomski študij slavistike (3-letni),
- magisterij obče slavistike,
- magisterij iz bosanskega, hrvaškega in srbskega jezika,
- magisterij iz bolgarskega jezika,
- magisterij iz poljskega jezika,
- magisterij iz ruskega jezika,
- magisterij iz slovaškega jezika,
- magisterij iz slovenskega jezika,
- magisterij iz češkega jezika,
- magisterij iz ukrajinskega jezika,
- študij za učitelje.

Za študente drugih študijskih smeri pa je na voljo razširjen učni načrt, ki ponuja predmete:
- medkulturne slovanske študije,
- Osnove slovanskega jezika I,
- Osnove slovanskega jezika II.

Študentom priporočajo, da preživijo vsaj en semester študija na univerzi v državi izbranega jezika študija. Za to so na voljo različni programi mobilnosti in štipendiranja (Erasmus, CEEPUS, Joint Study, AKTION).

### Možnosti za poklic
Študij slavistike (z izjemo študija za učitelje) ne pripravlja za določen poklic, ampak ustvarja pogoje za poklicne stike z državami Južne in Vzhodne Evrope. Diplomanti se lahko zaposlujejo v bankah, trgovskih podjetjih, ki povezujejo vzhod in zahod, turizmu in kulturnem menedžmentu, kot tudi v medijih ter izobraževanju za odrasle.

## Študij slovenistike
Slovenščina je na Inštitutu slabo zastopana, saj študij slovenistike nima rednega profesorja (le gostujoče). Težava je v tem, da na eni strani ni razpisov za profesuro ali da se nanje nihče ne odzove, po drugi strani pa manjka študentov. Za tradicijo študija slovenistike na Univerzi na Dunaju tako ne kaže dobro.

### Slovenski študentje na Inštitutu
Nekateri študentje Inštituta za slavistiko s poznejšo univerzitetno kariero:
- Marja Boršnik,
- Aleksandra Derganc,
- Aleksander Isačenko (od 1935-38 bil tudi lektor za ruski jezik),
- Alojz Jembrih,
- France Kidrič,
- Rajko Nahtigal (tudi poučeval ruščino od 1902),
- Martina Orožen,
- Ivan Prijatelj,
- Fran Ramovš.

## Zanimivost
Ustanovitev katedre za slavistiko se je zgodila v času, ko je Dunaj postal središče boemskega življenja.